# Велосипеды вместо бомб
Велосипеды вместо бомб (англ. Bikes Not Bombs) — социальный проект реализуемый в Бостоне, в процессе которого старые, сломанные велосипеды ремонтируются волонтёрами и отправляются нуждающимся в таких регионах как Южная Африка, Гана и Гватемала. Также организация организует рассылку велосипедных запчастей для приспособлений на педальной тяге, таких как мини-мельницы, водяные насосы и прочее. Организация была основана в 1984 году Карлом Куртцем (англ.  Carl Kurz) и Майклом Реплогле (англ. Michael Replogle).